# Alphonse Vallot
Alphonse Vallot, né le 22 mars 1825 à Melun et mort le 20 mars 1892 à Fontainebleau, est un dessinateur et archéologue français.

## Biographie

### Origines
Alphonse Gabriel Vallot naît le 22 mars 1825 vers les 2 heures, à Melun. Il est le fils de Pierre Ambroise Vallot (pâtissier) et d’Anne Louise Burotte, mariés l’un à l’autre et alors âgés de 25 ans. Ses parents tiennent l’hôtel du Cadran-Bleu à Fontainebleau, un établissement fréquenté par les artistes,.

### Carrière et loisir
Alphonse Vallot prend quant à lui le chemin des arts visuels, mais son daltonisme l’empêche de se consacrer à la peinture : il exerce la profession de peintre décorateur et produit essentiellement des dessins à la plume,. Parallèlement, ses moments de loisir sont rythmés par une étude de la préhistoire locale : il explore et fouille la forêt de Fontainebleau qu’il dessine et qu’il admire,,. Recueillant ainsi des objets datant de l’âge de pierre et de l’époque gallo-romaine, il lègue finalement une grande partie de sa collection à la Ville de Fontainebleau,.

### Fin de vie et décès
Exception faite de quelques voyages dans les Alpes, sa vie se concentre dans la région de Fontainebleau. Souffrant gravement d’une maladie qui début vers décembre 1891, il décède le 20 mars 1892 vers les 5 heures, à l’âge de 66 ans, en son domicile à Fontainebleau,.

## Œuvre
Dans ses dessins, Vallot dépeint la forêt de Fontainebleau, mais également des personnages évoquant le XVIIIe siècle. Sa collection archéologique est, quant à elle, ajoutée au musée municipal de Fontainebleau en 1908,.

## Personnalité
Dans sa nécrologie, il est décrit par L'Abeille de Fontainebleau en ces mots : « Très modeste, d’un caractère en apparence un peu froid, il ne se livrait qu’à bon escient, et était d’un commerce très agréable. Aussi était-il entouré de l’estime générale ; l’assistance nombreuse qui l’a accompagné à sa dernière demeure l’a bien prouvé. ».